# Pseudocrangonyx asiaticus
Pseudocrangonyx asiaticus är en kräftdjursart som beskrevs av Uédo 1966. Pseudocrangonyx asiaticus ingår i släktet Pseudocrangonyx och familjen Pseudocrangonyctidae. Inga underarter finns listade i Catalogue of Life.